# Pablo Echaurren
Pablo Echaurren, también conocido como Pablo Matta-Echaurren (Roma, 22 de enero de 1951), es un pintor, historietista y escritor italiano.

## Biografía
Hijo del pintor surrealista chileno Roberto Matta, comenzó a pintar bajo la dirección de Gianfranco Baruchello y Arturo Schwarz, su primo galerista. Desde la década de 1970 ha presentado sus cuadros en exposiciones realizadas en Italia y el extranjero. En los años 1980 y 1990 realiza numerosas historietas (fumetti) de vanguardia como Caffeina d'Europa (una de las primeras novelas gráficas), Majakovskij, Nivola vola, Futurismo contro,  Vita disegnata di Dino Campana, Evola in Dada, Vita di Pound, Dada con le zecche.
Es autor del diseño de la portada de la novela Porci con le ali y en los años 1970 dibujó las carátulas de otras novelas, sobre todo por las publicadas por la editorial de extrema izquierda Savelli. En 1977, junto a otros, dio vida a Oask?!. Ha colaborado, dibujado y escrito, en las revistas Linus, Frigidaire, Tango, Comic Art, Alter Alter.
Una antología suya (Dagli anni Settanta a oggi) se realizó en el Claustro del Bramante en Roma (2004), y sus obras más recientes han sido expuestas en el Auditorio Parco della Musica de Roma (2006) y en la muestra Pablo a Siena en la galería Magazzini del Sale de Venecia (2008). En 2009 el MIAAO (Museo Internazionale di Arti Applicate Oggi) de Turín celebró el centenario del futurismo con una muestra centrada en su trabajo.
Apasionado por los bajos eléctricos, en 2009 expuso su colección privada de instrumentos de época y pinturas inspiradas en ellas en el Auditorio Parco della Musica, en la muestra titulada L'invenzione del basso.
En 2010, en el Palacio Cipolla (ex Museo del Corso) la Fundación Roma Museo, en ocasión de sus más de cuarenta años de trabajo, le dedica la muestra antológica Crhomo Sapiens. En el mismo año el artista crea, junto con su esposa Claudia Salaris, la Fundación Echaurren Salaris.
En el año 2011, presentó en el Museo de Arte Contemporáneo de Roma el ciclo Baroque' Roll, una serie de edículos en cerámica dedicadas a su pasión por el bajo. El mismo año, en el Museo de Arte (MAR) de Rávena, se presenta la muestra Lasciare il segno con trabajos suyos a partir de 1969. En el 2013 la exposición Matta: Roberto Sebastian Matta, Gordon Matta-Clark, Pablo Echaurren quiere indagar sobre el legado de Roberto Matta y sus dos hijos (curada por Danilo Eccher, de la Fundación Querini Stampalia, Venecia).
En 2014 se realiza una muestra de la serie de collage Iconoclast en la Estorick Collection de Londres; mismo año en que la Beinecke Library de la Universidad Yale (Estados Unidos) adquirió un amplio archivo de escritos y dibujos de Pablo Echaurren, ligados a su experiencia contracultural en los años 1970. En 2015, la muestra Contropittura de la Galería Nacional de Arte Moderno profundiza la indagación sobre los aspectos sociopolíticos del trabajo de Echaurren. En 2016, Chile le rinde homenaje por primera vez con una retrospectiva en el Museo Nacional de Bellas Artes de Santiago (curada por Inés Ortega Márquez), bajo el título Make Art Not Money.

## Estilo
Su producción artística está dedicada a la contaminación entre géneros, entre altos y bajos, arte y artes aplicadas, según un enfoque proyectual, manual y mental, típico de laboratorio. Sigue una idea del artista como artífice e inventor de todo campo (pintura, cerámica, ilustración, historieta, escritura, vídeo), indiferente a los límites y a las jerarquías que normalmente tienden a comprimir la creatividad.
Su estilo está influenciado por el futurismo. Es también autor de numerosos ensayos, panfletos y novelas.

## Selección de obras

### Libros
- Pablo Echaurren, Perizia calligrafica, Rivalba, Geiger, 1976.
- Pablo Echaurren, C'era cioè c'è (con Claudia Salaris, firmado: Claudia y Paino), Roma, Savelli, 1978.
- Pablo Echaurren, Saette, Milán, Primo Carnera Editore, 1985.
- Pablo Echaurren, Majakovskij, Roma, Serraglio, 1986 (Gallucci, 2012).
- Pablo Echaurren, Parole ribelli. I fogli del movimento del '77, Viterbo, Stampa Alternativa, 1997. ISBN 8872263743.
- Pablo Echaurren, Parole ribelli. '68 e dintorni, Viterbo, Stampa Alternativa, 1998. ISBN 8872264162.
- Pablo Echaurren, Compagni, Turín, Bollati Boringhieri, 1998. ISBN 9788833911083.
- Pablo Echaurren, Controcultura in Italia 1966-1977 (con Claudia Salaris), Turín, Bollati Boringhieri, 1999. ISBN 9788833911298.
- Pablo Echaurren, Libro diseducativo, Mantua, Corraini, 1999 (traducción de Book of bad manners).
- Pablo Echaurren, Vite di poeti, Turín, Bollati Boringhieri, 2000.
- Pablo Echaurren, Il suicidio dell'arte: da Duchamp agli sciampisti, Roma, Editori Riuniti, 2001. ISBN 9788835950165.
- Pablo Echaurren, Corpi estranei. Neosituazionisti, antiartisti, anarcoalieni, nomi collettivi, Viterbo, Stampa Alternativa, 2001. ISBN 8872266262.
- Pablo Echaurren, Futurcollezionismo, Milán, Edizioni Sylvestre Bonnard, 2002. ISBN 9788886842389.
- Pablo Echaurren, Delitto d'autore, Milán, Shake edizioni, 2003. ISBN 9788886926904.
- Pablo Echaurren, La casa del desiderio. '77: indiani metropolitani ed altri strani, Lecce, Manni Editori, 2005. ISBN 9788881766338.
- Pablo Echaurren, Chiamatemi Pablo Ramone, Rávena, Fernandel, 2006. ISBN 9788887433654.
- Pablo Echaurren, Bloody Art, Rávena, Fernandel, 2006. ISBN 9788887433708.
- Pablo Echaurren, Terra di Siena, Rávena, Fernandel, 2007. ISBN 9788887433869.
- Pablo Echaurren, Caffeina d'Europa. Vita di Marinetti, Roma, Gallucci, 2009 (primera edición: Montepulciano, Il Grigo, 1988). ISBN 9788861450929.
- Pablo Echaurren, Bassi istinti. Elogio del basso elettrico, Rávena, Fernandel, 2009. ISBN 9788895865096.
- Pablo Echaurren, Nel paese dei bibliofagi, Macerata, Biblohaus, 2010.
- Pablo Echaurren, Controstoria dell'arte, Roma, Gallucci, 2011.
- Pablo Echaurren, Ramones. Cretin Hop, Roma, Arcana, 2012.

### Documentales
- Piccoli ergastoli, de Giuseppe Valerio Fioravanti y Francesca D'Aloja (1997).[nota 1]
- The Holy Family. Un Ramone a Roma, de Uliano Paolozzi Balestrini (2010).[nota 2]